# Doryphorina stali
Doryphorina stali är en insektsart som beskrevs av Melichar 1912. Doryphorina stali ingår i släktet Doryphorina och familjen Dictyopharidae. Inga underarter finns listade i Catalogue of Life.